# Giovanni Scapecchi
Giovanni Scapecchi (Arezzo, 3 dicembre 1977) è un compositore italiano.

## Biografia
Giovanni Scapecchi inizia gli studi di pianoforte proseguendo quelli di organo, improvvisazione e composizione organistica con Wijnand van de Pol, Luigi Ferdinando Tagliavini, Liuwe Tamminga, Jósef Serafin, Julian Gembalski, Franco Paturzo e si diploma nel 2001 presso il Conservatorio di Musica di Perugia con il massimo dei voti.
Da diversi anni il suo interesse musicale è rivolto principalmente alla composizione. Nel 2005 si diploma con il massimo dei voti in composizione presso il Conservatorio Statale di Musica “Francesco Morlacchi” di Perugia. Successivamente, nel 2007, consegue il diploma di alto perfezionamento in composizione dell’Accademia Nazionale di Santa Cecilia di Roma sotto la guida di Azio Corghi. Nel 2008 si laurea in Composizione e Musica applicata con votazione 110 e lode e nel 2009 consegue l’abilitazione in Didattica della Musica. Ha partecipato a seminari tenuti da Stefano Gervasoni, Giacomo Manzoni e Hubert Suppner. Ha seguito i corsi di composizione presso l’Accademia Chigiana di Siena con Azio Corghi e Mauro Bonifacio e quelli di musica per film e cinematografia con Nicola Piovani, Luis Bacalov e Franco Piersanti.
Numerosi sono i premi ed i riconoscimenti ricevuti: Premio Rotary Roma; Dyplom Miedzynarodowy Festival Organowy Mlodych (Polonia); due borse di studio dell’Accademia Musicale Chigiana di Siena; 3º Premio al Concorso Internazionale di Composizione “A. Manoni” (2003 Senigallia); Premio “Primesecuzioni” al Concorso di Composizione “V Rassegna Primesecuzioni” (2003 Roma); 1º Premio al “5º Concorso Internazionale di Composizione Euritmia” (2004 Udine); 2º Premio al “5º Concorso Internazionale di Composizione Euritmia” (2004 Udine); 2º Premio al “9º Premio Musica Rotary” (2005 Roma); Segnalazione al “5º Concorso Internazionale di Composizione Euritmia” (2004 Udine); Segnalazione al “Composer Award of Wolkersdorf” (2003 Wolkersdorf, Austria); Segnalazione al “Rarescale Alto Flute Composition Competition” (2004 London, U.K.); Finalista al 3º Concorso Internazionale “C. A. Seghizzi” (2005 Gorizia); Finalista al Concorso Internazionale di Composizione “Franco Evangelisti”, VIII edizione (2005 Roma); Public Prize dell’Alkmaar International Call for Scores (2006 Alkmaar, Olanda); Finalista del Fourth International Choral Composition Competition City of Hasselt (2006 Belgio); 3º Premio per tutte le categorie del Concorso Internazionale di Composizione “Premio Valentino Bucchi 2006″ (2006 Roma); 1º Premio al “8º Concorso Internazionale di Composizione Euritmia” (2007 Udine); Segnalazione “Concorso di Composizione Inno Marina Mercantile” (2008 Genova); 2º Premio al “Concorso di Composizione Corale” (2008 Salerno); Selezione “New York City Horror Film Festival” (2008 New York); Finalista al Concorso Internazionale di Composizione “Franco Evangelisti”, XI edizione (2008 Roma).
Alcune composizioni ed opere didattiche sono state pubblicate da Rai Trade, Edizioni Carrara – Bergamo, Edizioni Animando, Edizioni Eurarte, Hyperprism Edizioni, Edizioni Sconfinarte ed Edizioni Musicali Wicky di Milano.
Suoi brani sono stati inoltre eseguiti in festival e rassegne internazionali e trasmessi da emittenti televisive nazionali, sia in Italia che all’estero.
Nel 2004 l’Accademia Musicale Chigiana di Siena gli ha conferito il Diploma d’Onore.
È stato selezionato nell’ambito del progetto “De Musica” di “Nuova Consonanza” come allievo effettivo al corso di composizione tenuto da Brice Pauset e Joshua Fineberg, dal Cortona Contemporary Music Festival in collaborazione con l’Università del Kansas (USA) e dalla Biennale di Venezia al masterclass di composizione del 51º Festival Internazionale di Musica Contemporanea.
Recentemente ha scritto la sigla di apertura e le musiche per la diretta quotidiana in onda su Rai Radio 1 dei Mondiali di calcio Brasile 2014 e per le rubriche “A Ritmo di Gol” e “Diario Azzurro”.
Ha realizzato le sigle di apertura ed i commenti musicali per le collane commemorative de La Grande Guerra e La seconda Guerra Mondiale, commentate da Carlo Lucarelli e presentate dallo storico Paolo Mieli. Entrambe sono prodotte da Rai Storia e Rai Eri in collaborazione con il Corriere della Sera e La Gazzetta dello Sport.
Per Rai Storia ha inoltre composto la sigla di apertura del programma Gli Archivi del ‘900, sezione documentaristica condotta da Paolo Mieli all’interno della rubrica Correva l’anno.
Interpellato nel 2013 da José Manuel De La Fuente, direttore della Fondazione Reale di Spagna “Atarazanas” (Siviglia), per comporre un’opera lirica che celebri il 500º della prima circumnavigazione della Terra di Magellano (1519-2019) e la recente costituzione della Red Mundial Ciudades Magallanicas (Global Network Magellan Cities). L’opera, già presentata a Papa Francesco, è ora progetto di interesse nazionale del governo spagnolo e portoghese e vede coinvolti artisti quali Plácido Domingo, Gustavo Dudamel, Carlos Álvarez, Israel Lozano, Luciano Miotto.
Dal 2008 al 2014 ha insegnato Lettura della partitura presso il Conservatorio di Musica “Francesco Cilea” di Reggio Calabria dove ha coperto anche la cattedra dei corsi di Informatica musicale II e Laboratorio di regia e diffusione del suono afferenti al Diploma Accademico di Secondo Livello; dal 2014 al 2018 ha insegnato Lettura della partitura e Orchestrazione e Strumentazione per i Corsi di I e II livello presso il Conservatorio di Musica “Antonio Buzzolla” di Adria (RO). Dal 2018 al 2021 è stato titolare della cattedra di Lettura della partitura presso il Conservatorio di Musica “Bruno Maderna” di Cesena (FC). Dal 2021 insegna Lettura della partitura presso il Conservatorio di Musica "Francesco Morlacchi" di Perugia (PG).
È stato oggetto di studio nella pubblicazione “Ars nova. Venti compositori raccontano la musica di oggi. A cura di Sara Zurletti, Ed. Castelvecchi Roma, 2016; br., pp. 160.(Le Navi) ISBN 88-6944-774-X - EAN: 9788869447747.”

## Produzione musicale
Catalogo della produzione di Giovanni Scapecchi:

### Musica da camera
- Nostos/atmos (2024) melologo per attore, clarinetto e quartetto d’archi
- Quattro sonetti (2023) per soprano e chitarra
- Iconiche (2022) per chitarra
- Litanies (2022) per quintetto di sassofoni (SAATB)
- Cinque danze sulle crete (2018) per chitarra e pianoforte
- Black Hole (2017) per violino e pianoforte
- Prière à Dieu (2016) per cinque esecutori, con o senza voce narrante
- Riflessi II (2016) per clarinetto basso e pianoforte
- Brine (2015) per chitarra
- Chrysallis II (2015) per clarinetto basso con o senza elettronica
- Days run away like wild horses over the hills (2014) per clarinetto e pianoforte
- Chrysallis (2013) per sassofono baritono con o senza elettronica
- Resonances (2012) per vibrafono e arpa
- Preambulum (2012) per chitarra
- Mirage I (2012) per flauto, sassofono e pianoforte
- Sur l’eau (2011) per clarinetto e pianoforte
- Hoarfrost (2011) per violino
- Bios (2011) per flauto
- Le jardin (2010) per flauto, clarinetto, arpa e quartetto d’archi
- Exultet (2010) per organo
- Le mirage de Morgane (2009) per flauto, violino e pianoforte
- Impressions sur l’eau (2009) per sassofono soprano e pianoforte
- Space for five (2008) per flauto, clarinetto, percussioni, violino e violoncello
- Labyrinth (2007) per flauto, clarinetto, pianoforte, violino e violoncello
- Study of black keys (2006) per pianoforte
- Fragments (2005) per clarinetto, tromba, violino, viola, violoncello e percussioni
- Design (2005) per due trombe, corno, trombone e tuba
- Cindersuite (2004) per violino e pianoforte
- L’antica danza degli gnomi (2004) per pianoforte
- Tre studi seriali (2004) per vibrafono e pianoforte
- Misterium (2004) per flauto, clarinetto, violino, violoncello e vibrafono
- Rami (2004) per flauto
- Variazioni-Divertimento (2004) per flauto, oboe, pianoforte ed archi
- J.Carillon (2004) per carillon a 47 campane
- Riflessi (2004) per flauto contralto e pianoforte
- Toccata (2003; 2006) per organo
- Quartetto N. 1 (2003) per archi

### Ensemble
- L’âme du vin (2006) per soprano e otto strumenti
- Aei (2004) per violino ed orchestra d’archi
- I primi venti (2001) per flauto, tre clarinetti, clarinetto basso e pianoforte

### Orchestra
- Magallanes Opera (2013-2016)
- Magallanes-Suite (2015) per soli, coro e orchestra
- Adam and Eve raised Cain (2014) per orchestra
- Paolo VI (2013) per coro e orchestra
- Quattro (2011) per orchestra
- Inno Marina Mercantile Italiana (2008) per coro e orchestra
- La fattoria degli animali (2007) per orchestra

### Vocale
- Locus iste (2015) per coro
- Dove sei tu? (2012) per coro, oboe, arpa ed organo
- Foglie morte (2010) per voci bianche
- Stabat Mater (2004) per soprano, flauto, oboe, pianoforte ed archi
- Pater noster (2003) per baritono e quartetto d’archi
- L’imbrunire (2003) per voci bianche o voci femminili
- Antra deserti (2003) per baritono e pianoforte
- Stabat Mater (2000) per coro e organo
- Ave Maria (2000) per soprano e pianoforte

### Elettroacustica
- Chrysallis II (2015) per clarinetto basso con o senza elettronica
- Chrysallis (2013) per sassofono baritono con o senza elettronica
- She is (2008) per suoni di corno elaborati al computer
- Reflection about an open labyrinth (2008) per suoni di pianoforte elaborati al computer

### Altre pubblicazioni
- Giovanni Morandi, "Sonate per Organo a quattro mani", Volume I, a cura di Federica Iannella, trascrizione a cura di Federica Iannella e Giovanni Scapecchi, Padova, Armellin Musica, 2012 ("L'Organo Italiano nell'Ottocento" 239) ISMN 979-0-2158-1761-6
- Giovanni Morandi, "Sonate per Organo a quattro mani", Volume II, a cura di Federica Iannella, trascrizione a cura di Federica Iannella e Giovanni Scapecchi, Padova, Armellin Musica, 2013 ("L'Organo Italiano nell'Ottocento" 239) ISMN 979-0-2158-1833-0
- Preludi Organistici, Edizioni Carrara, 2012, EC5289 ISMN 9790215752894
- New music without borders – first edition (2010) per violino Edizioni Sconfinarte
- New music without borders – seconda edizione (2011) per flauto Edizioni Sconfinarte
- Solfeggi parlati, ritmici e cantati (2005) Edizioni Hyperprism

### Animation
- 2018 - Poppo & Ziggy, regia di Francesco Erba

### Film
- 2020 - Come in cielo, così in terra, regia di Francesco Erba
- 2014 - Indigo Amsterdam, regia di Massimo Monacelli

### Programmi TV
- 2025 - Giubileo 2025: Pellegrini di speranza, Sigla Ufficiale, RAI 1
- 2024 - Giubileo 2025: Pellegrini di speranza, Sigla Ufficiale, RAI 1
- 2022 - Viaggio nella Chiesa di Francesco, RAI 1
- 2021 - Viaggio nella Chiesa di Francesco, RAI 1
- 2020 - Viaggio nella Chiesa di Francesco, RAI 1
- 2019 - Viaggio nella Chiesa di Francesco, RAI 1
- 2018 - Viaggio nella Chiesa di Francesco, RAI 1
- 2017 - Viaggio nella Chiesa di Francesco, RAI 1
- 2016 - Il Giubileo di Francesco, RAI 1
- 2014 - Archivi del '900, La Grande Storia RAI 3

### Radio
- 2014 - Fifa World Cup Brazil, Sigla Ufficiale Rai Radio 1

### Film
- 2020 - Come in cielo, così in terra, regia di Francesco Erba

### Cortometraggi
- 2014 - Adam and Eve raised Cain, regia di Francesco Erba
- 2011 - I martiri di Gerace, regia di Mimmo Raffa
- 2011 - Quattro, regia di Annachiara Farese
- 2008 - Asylum, regia di Francesco Erba
- 2008 - L'innamorato, la pupa e... la guardia, regia di Francesco Ventanni